# Plebejus empetri
Plebejus empetri är en fjärilsart som beskrevs av Freeman 1938. Plebejus empetri ingår i släktet Plebejus och familjen juvelvingar. Inga underarter finns listade i Catalogue of Life.